# Heinrich Avenarius-Herborn
Heinrich Avenarius-Herborn (* 2. September 1873 als Heinrich Herborn in Berlin; † 6. September 1955 in Gau-Algesheim) war ein deutscher Chemiker und Unternehmer.

## Familie und Ausbildung
Heinrich Herborn wurde am 2. September 1873 in Berlin geboren. Seine Eltern waren Ruperta (geborene Mäckler, 1834–1922) und Joseph Herborn (1815–1875). Nach dem Tod des Vaters zog Ruperta Herborn mit ihren vier Kindern nach Wiesbaden, wo Heinrich Herborn 1892 sein Abitur ablegte. Anschließend studierte er Technologie, Chemie, Physik, Mineralogie und Philosophie an der Technischen Akademie in Stuttgart und an der Friedrich-Wilhelms-Universität in Berlin. Dort promovierte er 1896 in Chemie bei Emil Fischer mit einer Arbeit über Synthetische Versuche mit Rhamnose.

## Erste Berufsjahre und Familiengründung
Nach einem mehrmonatigen Aufenthalt in London trat Heinrich Herborn 1898 als Chemiker in die Firma Gebr. Avenarius seines Onkels Richard Avenarius in Gau-Algesheim ein.
1901 heiratete Heinrich Herborn im Kölner Dom seine Frau Claire (geborene Forell, 1874–1950), mit der er bis zu ihrem Tod verheiratet war. Das Paar lebte zunächst in Gau-Algesheim und bekam drei Kinder: Mathilde (1902), Heinz (1904) und Margret (1911). 1911 wurde Herborn Gesellschafter der Firma seines Onkels. 1914 adoptierte Richard Avenarius seinen Neffen, der seitdem den Namen Heinrich Avenarius-Herborn trug. Nach dem Tod von Richard Avenarius im Jahr 1917 wurde er Alleininhaber der Firma Gebr. Avenarius und (zusammen mit Paul Lechler) Teilhaber der Firma R. Avenarius & Co in Stuttgart.

## Unternehmer
Während des Ersten Weltkriegs zog die Familie von Gau-Algesheim nach Mainz, wo Heinrich Avenarius-Herborn als Hauptmann der Landwehr reaktiviert war. Nach dem Krieg lebte die Familie vom Sommer 1923 bis Ende 1924 in Darmstadt. Avenarius-Herborn wurde wie andere Industrielle während der alliierten Rheinlandbesetzung von der französischen Besatzungsmacht aus den linksrheinischen Gebieten ausgewiesen. 1923 trat sein Neffe Richard Avenarius (1894–1975) als Gesellschafter in die Firma Gebr. Avenarius ein, jedoch lag die Fabrik in Gau-Algesheim während der Ausweisung fast still. Ab Ende 1924 lebte Avenarius-Herborn mit seiner Familie wieder in Gau-Algesheim. Von 1926 bis 1930 war er Vorsitzender der Vereinigung deutscher Fabriken von Pflanzenschutzmitteln.
Nach dem Zweiten Weltkrieg würdigte die Stadt Gau-Algesheim ihn 1955 mit der Ernennung zum Ehrenbürger. Noch im selben Jahr starb Heinrich Avenarius-Herborn am 6. September 1955 kurz nach seinem 82. Geburtstag in Gau-Algesheim und wurde dort beigesetzt. 1961 wurde die Dr.-Avenarius-Herborn-Straße nach ihm benannt.